# Medium Mark B

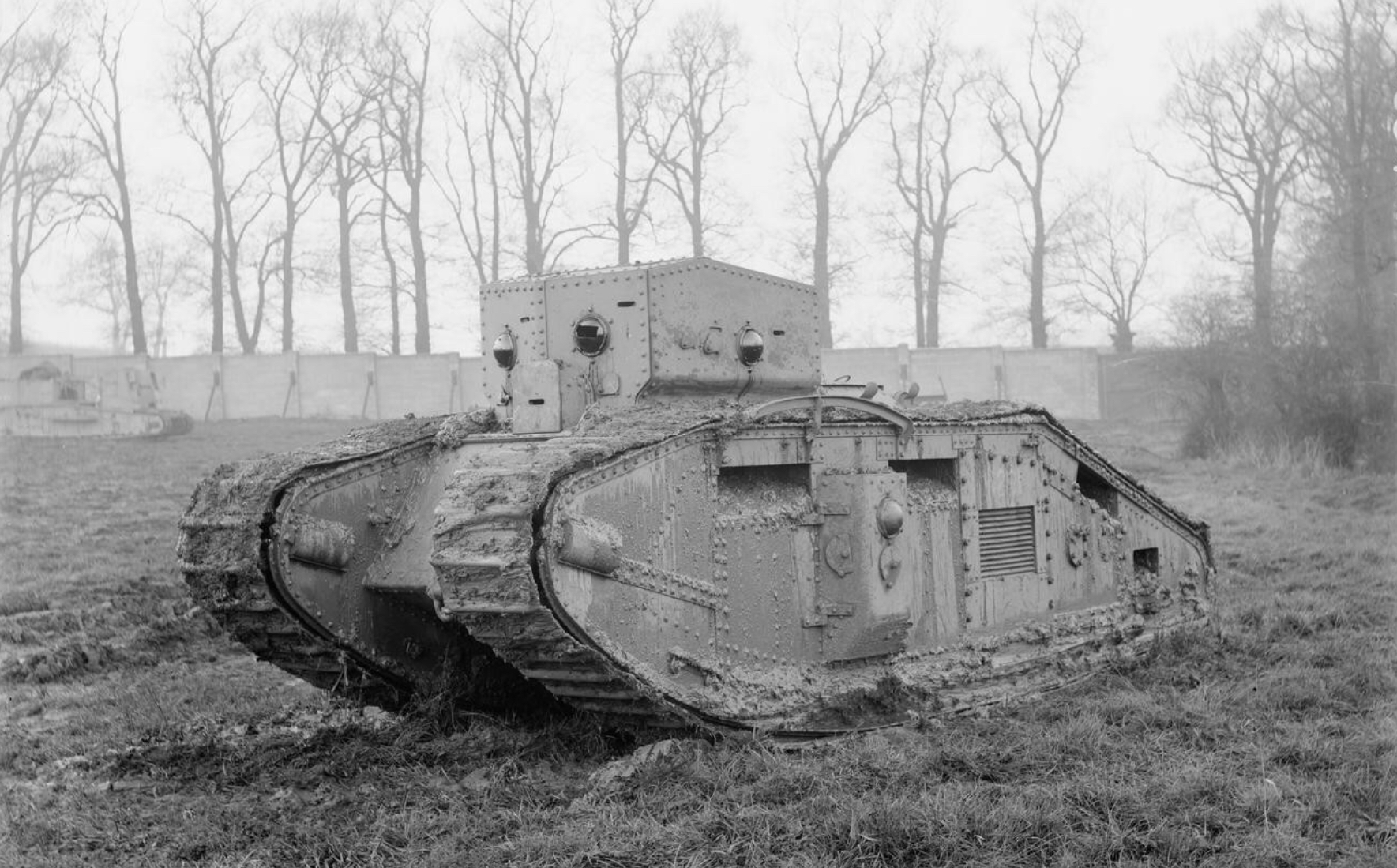

Medium Mark B var en brittisk stridsvagn som tillverkades under första världskriget. Den togs fram som ersättning åt Mk A Whippet, men visade sig otillfredsställande och tillverkningen avslutades i förtid när kriget tog slut. Britterna satsade istället på ett konkurrerande förslag, Medium Mark C (som dock inte hann bli klar innan krigsslutet). Medium Mark B hade totalt sju skottgluggar för kulsprutor; i praktiken förde man med sig fyra kulsprutor som skytten flyttade från glugg till glugg efter behov. Besättningen uppgick till fyra man: befäl, förare, mekaniker och skytt. Stridsvagnen hade ett icke-roterande torn.